# دي هافيلاند دوف
دي هافيلاند دوف دي إتش.104 (بالإنجليزية: de Havilland Dove)‏ هي طائرة رحلات جوية أحادية السطح للمسافات القصيرة أنتجت في المملكة المتحدة. من صناعة دي هافيلاند. كان أول طيران لها في 25 سبتمبر 1945 . صنع منها 542 طائرة.
صنعت طائرة دي هافيلاند دوف، لتكون خلفا لذات السطحين طائرة دي هافيلاند دي إتش .89 دراغون رابيد وتعد واحدة من الطائرات المدنية ذات التصاميم الأكثر بعد الحرب في بريطانيا.